# Sybil Campbell
Sybil Campbell, född 1888, död 1977, var en brittisk jurist.
Hon blev 1922 en av landets tre första kvinnliga advokater. 
Hon blev 1945 Storbritanniens första kvinnliga domare: Ada Summers hade blivit landets första kvinnliga fredsdomare 1920, men Sybil Campbell blev den första kvinna som utnämndes till en professionell heltidstjänst som domare. Hon var också den enda kvinnliga domaren fram till 1961. 